# Grenchen
Grenchen (francouzsky Granges) je město ve švýcarském kantonu Solothurn. Žije zde přibližně 17 tisíc obyvatel a je tak po Oltenu druhým největším městem kantonu. Grenchen je známý zejména jako jedno z center švýcarského hodinářského průmyslu, který zde sídlí již více než 150 let.

## Geografie

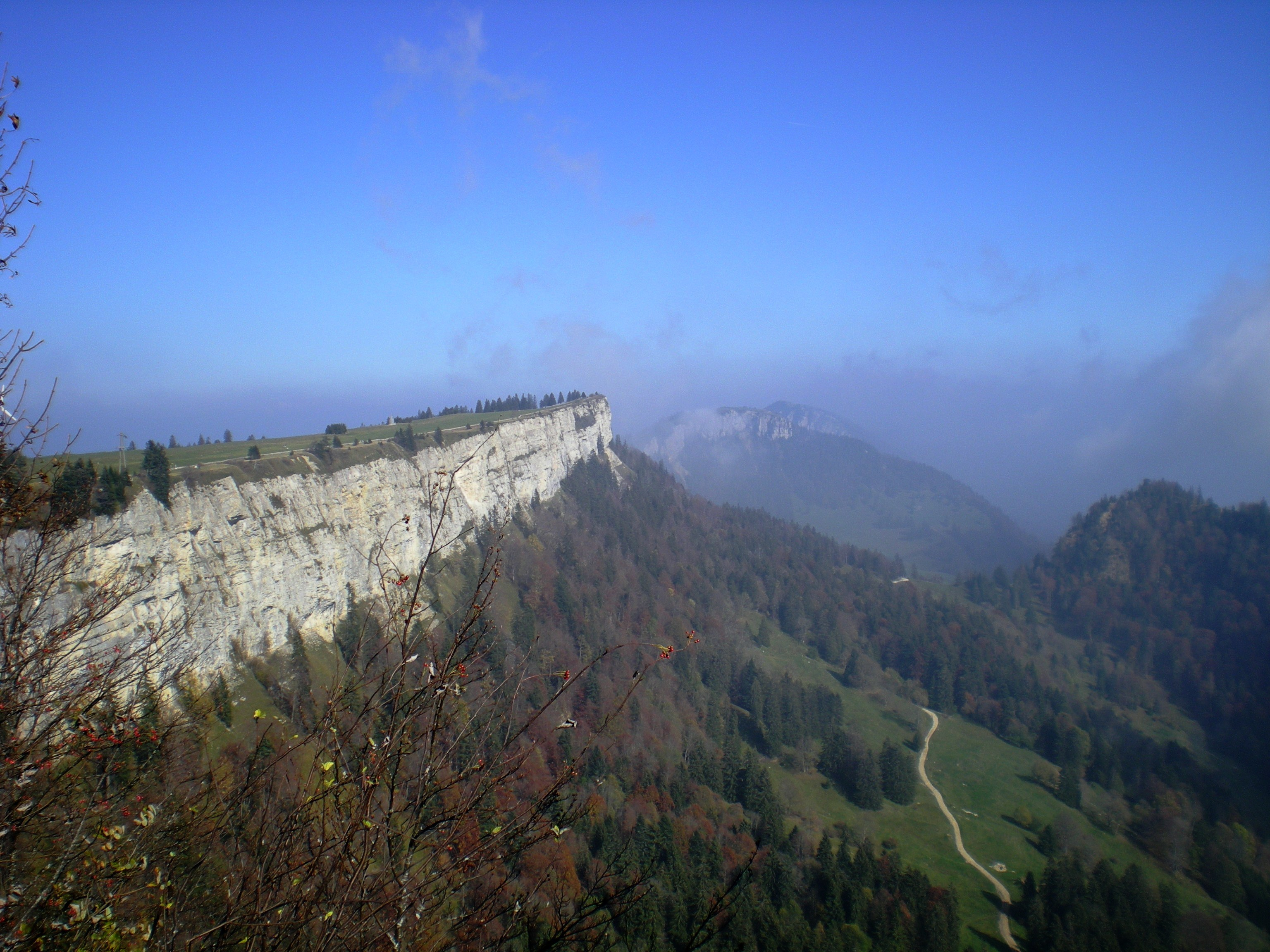
Masiv Grenchenberg

Město leží na jižním úpatí Jury mezi městy Solothurn (cca 10 km na východ) a Biel/Bienne (cca 10 km na západ).
Grenchen je součástí jurského masivu na severu - nejvyšší bod městské části se nachází v nadmořské výšce kolem 1405 m n. m. v oblasti Grenchenbergu. Městská oblast se rozkládá od jurských výšin přes jižní křídlo prvního jurského masivu (Jurasüdfuss) přes rozsáhlou Aarskou nížinu až k řece Aaře. Centrum města leží v nadmořské výšce kolem 450 m pod jižním úpatím Jury.
Na severu, západě a jihu sousedí Grenchen s kantonem Bern. Vzhledem k této poloze město sousedí se šesti obcemi v kantonu Bern, ale pouze se dvěma v kantonu Solothurn. Ve směru hodinových ručiček od severu sousedí tyto obce: Court, Selzach, Bettlach, Arch, Rüti bei Büren, Büren an der Aare, Lengnau a Romont.
K městu Grenchen patří také vesnice Staad an der Aare.
S rozlohou 26,03 km² je Grenchen druhou největší obcí kantonu (po Mümliswil-Ramiswil s 35,48 km²). Grenchen má zdaleka největší rozlohu ze všech měst v Solothurnu (Olten: 11,49 km²; Solothurn: 6,28 km²).

## Historie

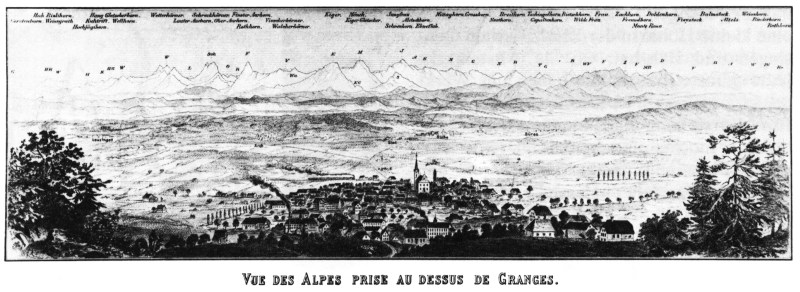
Grenchen (cca 1870)

V místě byl kolem roku 1000 postaven hrad, který je ale pod názvem Granechun poprvé připomínán až od roku 1131. Název pochází z galorománského graneca nebo latinského granicum či grangium a znamená „sýpka“.
Oblast byla osídlena již od starověku, což dokládají pozůstatky římského sídliště v Breitholzu. Nedaleko byl nalezen pravěký pohárový kámen. Při výkopových pracích v letech 1940/1941 se objevil keramický střep a bronzový prsten. při průzkumech doprovázejících stavební práce v letech 2006/07 a při výkopech v roce 2011 byly na Jurastrasse nalezeny římské mince z období pozdní republiky a raného císařství.
Západní a východní hranice obce probíhají v oblasti zvané Grenchener Witi a v městské části z větší části paralelně a jsou od sebe vzdáleny přesně 10 000 římských stop, tedy 2,96 km.

Letecký pohled (1947)

Hrad Grenchen (Bettleschloss), který se dnes nachází v sousední obci Bettlach, pochází z 10. století. Původně dřevěný hrad byl v polovině 12. století nahrazen barony z Grenchenu kamennou stavbou obranného charakteru. Kolem roku 1200 hrad vyhořel, ale byl znovu postaven. V první polovině 13. století zdědila hrad hrabata ze Strassbergu, která měla rodové sídlo nedaleko Bürenu an der Aare, a od té doby jej obývalo pouze služebnictvo. Na počátku 14. století byl hrad definitivně opuštěn a ponechán rozpadu. V převodních listinách se objevuje až kolem roku 1400. Na konci 16. století byly zříceniny využity jako lom pro stavbu vězeňské věže v Grenchenu, o níž bylo rozhodnuto v roce 1583, a kolem roku 1920 byly vědecky analyzovány.
Vězeňská věž bývalého hradu byla v roce 1806 zbořena a její kameny byly použity při stavbě nového římskokatolického kostela. Dnešní kostel svatého Eusebia je proto zčásti postaven z kamenů z hradu Grenchen; náhrobky pánů z Grenchenu, kteří byli pohřbeni ve starém kostele, byly použity i na základy nového kostela. Věž však ještě neměla dnešní špičatou střechu, ale střechu helmicovou.
Na raném obraze je Grenchen zobrazen jako malá vesnice v otevřené zelené krajině. Polní název Kastels (kolem roku 1875 ještě Kastelsfeld) pro severovýchodní obytnou čtvrť a městskou školu možná odkazuje na zříceninu hradu nacházející se v lesním svahu nad ní (v nadmořské výšce kolem 800 m) nebo na římskou vilu v Kastels, jejíž pozůstatky byly prozkoumány v roce 2015.
Během fáze obnovy (1830–1848) byl Grenchen centrem liberální obnovy a radikálně demokratických nálad. Grenchen se významně podílel na tzv. Balsthaler Volkstagu (1830), na němž byla ustanovena demokratická reorganizace kantonu. v letech 1835–1837 našli v Grenchenu útočiště různí radikální demokraté pronásledovaní v zahraničí, včetně Karla Mathyho (z Bádenska) a Giuseppe Mazziniho (z Itálie).

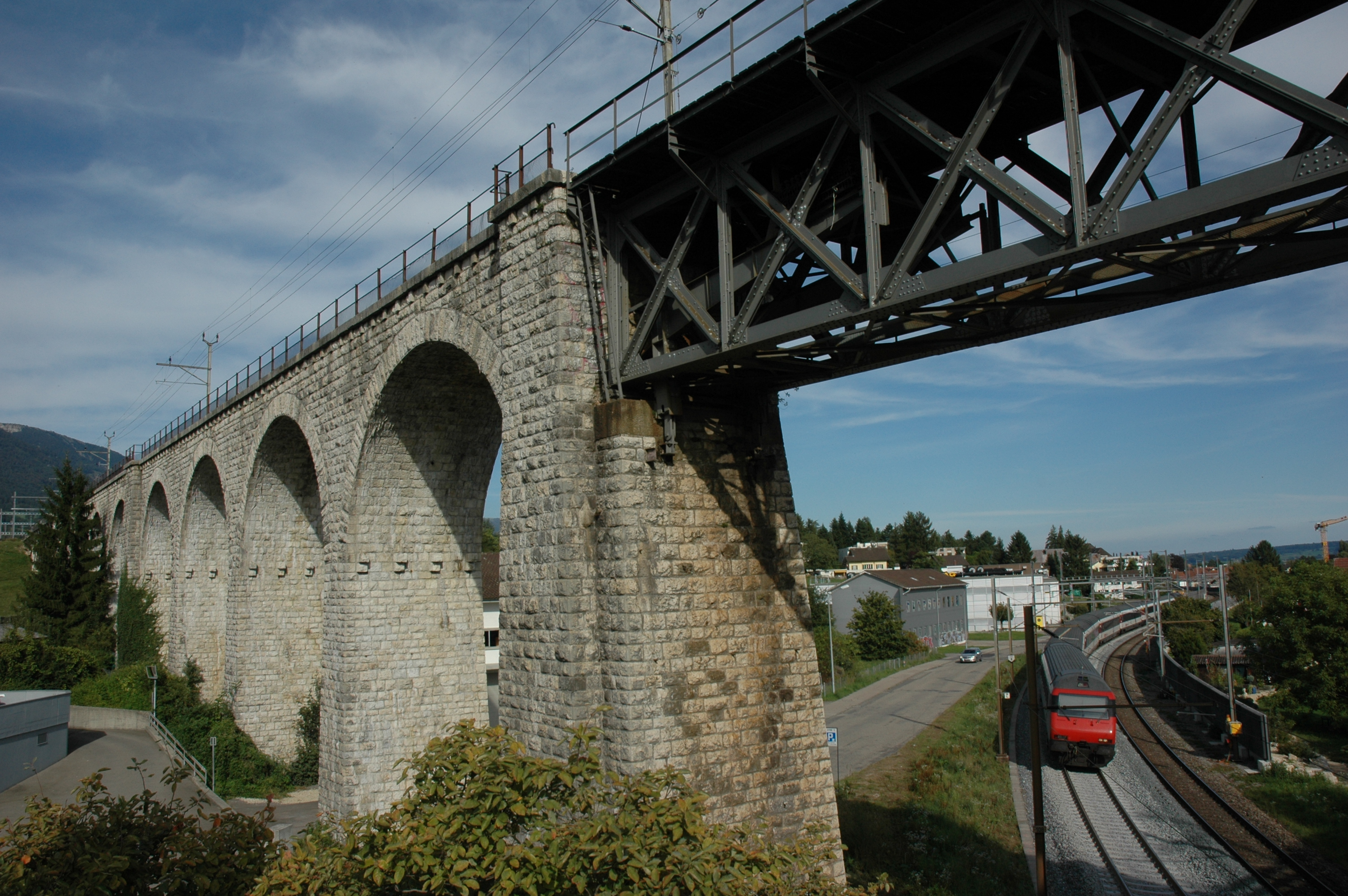
Železniční viadukt na jurské trati

Od roku 1851 začala v Grenchenu pod vedením průkopníků Josefa Girarda a Urse Schilda průmyslová výroba hodinek, která stále dominuje hospodářskému životu města. V roce 1857 získal Grenchen první železniční spojení (stanice Grenchen Süd) s tratí Biel – Solothurn dráhy Schweizerische Centralbahn (SCB), což významně oživilo hodinářství. V roce 1927 byla trať elektrifikována a v roce 1932 modernizována na dvoukolejnou.
V roce 1915, po otevření Grenchenberského tunelu, byl Grenchen napojen také na jurskou železnici a tím na mezinárodní severojižní transverzálu Francie – Basilej – Bern – Lötschberg – Simplon – Itálie (železniční stanice Grenchen Nord).
V roce 1873 byl z iniciativy starosty obce Euseba Vogta založen nemocniční fond. Vogt již nechtěl, aby rostoucí počet obyvatel Grenchenu - byť od roku 1915 vybaveného improvizovaným pohotovostním oddělením - byl znevýhodněn oproti oblasti Solothurnu. Tím byla také porušena rovnost práv zaručená liberálními ústavami 19. a 20. století. Nicméně teprve v roce 1953 se městu konečně podařilo financovat a realizovat vlastní nemocnici. V posledních letech však byla v důsledku snah o snižování nákladů redimenzována, přičemž se v poslední době zaměřila na služby interní medicíny. Nemocnice byla uzavřena v roce 2011.
V roce 1918 zastřelili vojáci švýcarské armády během celonárodní generální stávky v Grenchenu tři mladé dělníky. Během druhé světové války pracovalo mnoho průmyslových podniků v Grenchenu pro Hitlerovo Německo, jeden z nich byl na spojenecké „černé listině“ na 5. místě ve Švýcarsku z hlediska obratu.
V roce 1931 zde bylo otevřeno regionální letiště se stavební dílnou, které se následně vyvinulo v jedno z nejvýznamnějších regionálních letišť ve Švýcarsku.
V 70. letech 20. století vedla druhá velká hodinářská krize po 30. letech 20. století k prudkému poklesu počtu obyvatel města. Od roku 1983 zažilo město opětovný vzestup díky výrobě společnosti Swatch, který trvá dosud.
V roce 2013 byl v Grenchenu otevřen Velodrome Suisse (od roku 2017 Tissot Velodrome), nejmodernější krytá cyklistická dráha ve Švýcarsku (a národní stadion švýcarské cyklistiky).

## Obyvatelstvo
| Vývoj počtu obyvatel | Vývoj počtu obyvatel | Vývoj počtu obyvatel | Vývoj počtu obyvatel | Vývoj počtu obyvatel | Vývoj počtu obyvatel | Vývoj počtu obyvatel | Vývoj počtu obyvatel | Vývoj počtu obyvatel | Vývoj počtu obyvatel | Vývoj počtu obyvatel | Vývoj počtu obyvatel |
| -------------------- | -------------------- | -------------------- | -------------------- | -------------------- | -------------------- | -------------------- | -------------------- | -------------------- | -------------------- | -------------------- | -------------------- |
| Rok                  | 1796                 | 1850                 | 1900                 | 1930                 | 1950                 | 1960                 | 1970                 | 1980                 | 2000                 | 2020                 |                      |
| Počet obyvatel       | 754                  | 1581                 | 5202                 | 10 397               | 12 650               | 18 000               | 20 051               | 16 800               | 15 938               | 17 915               |                      |

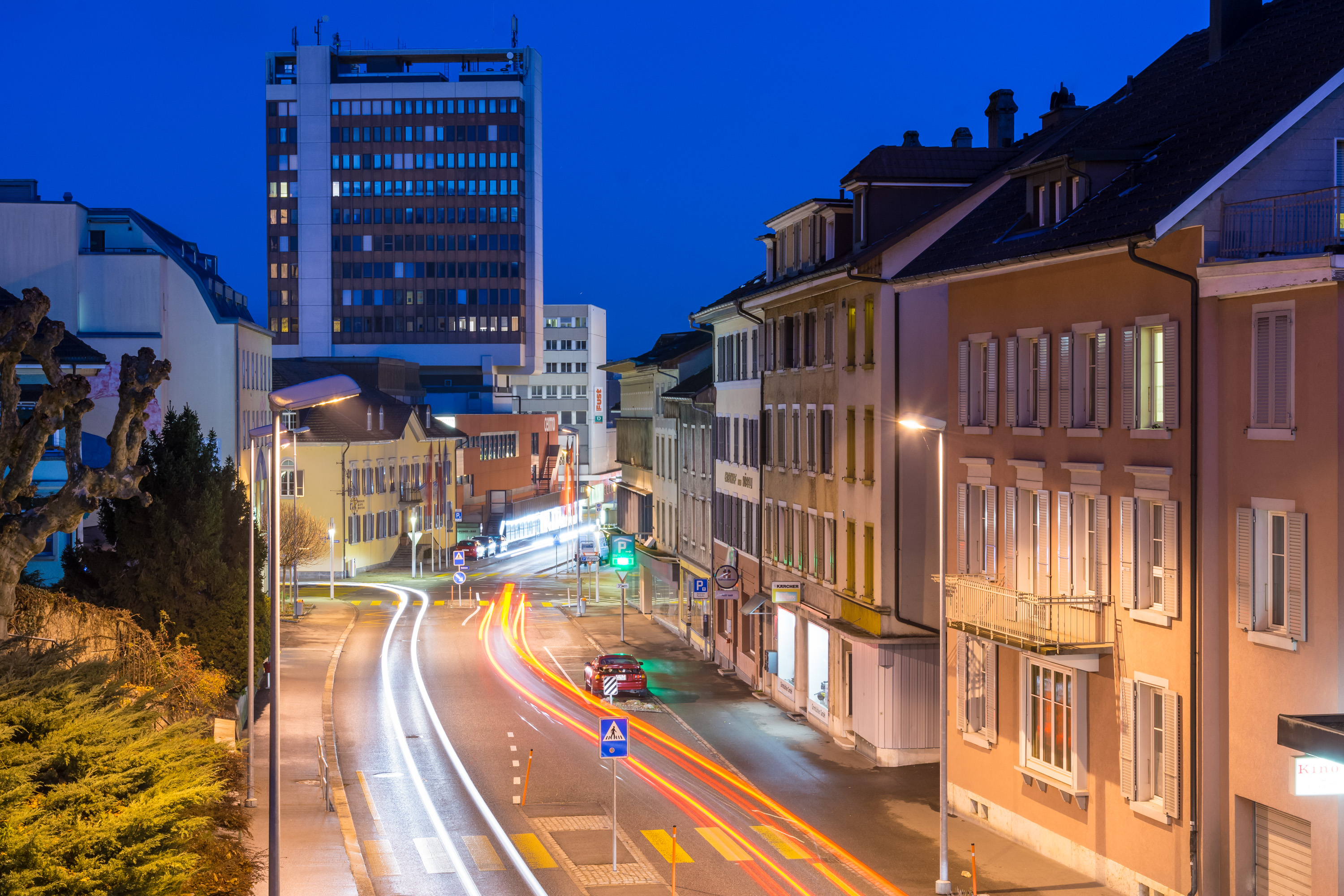
Centrum města

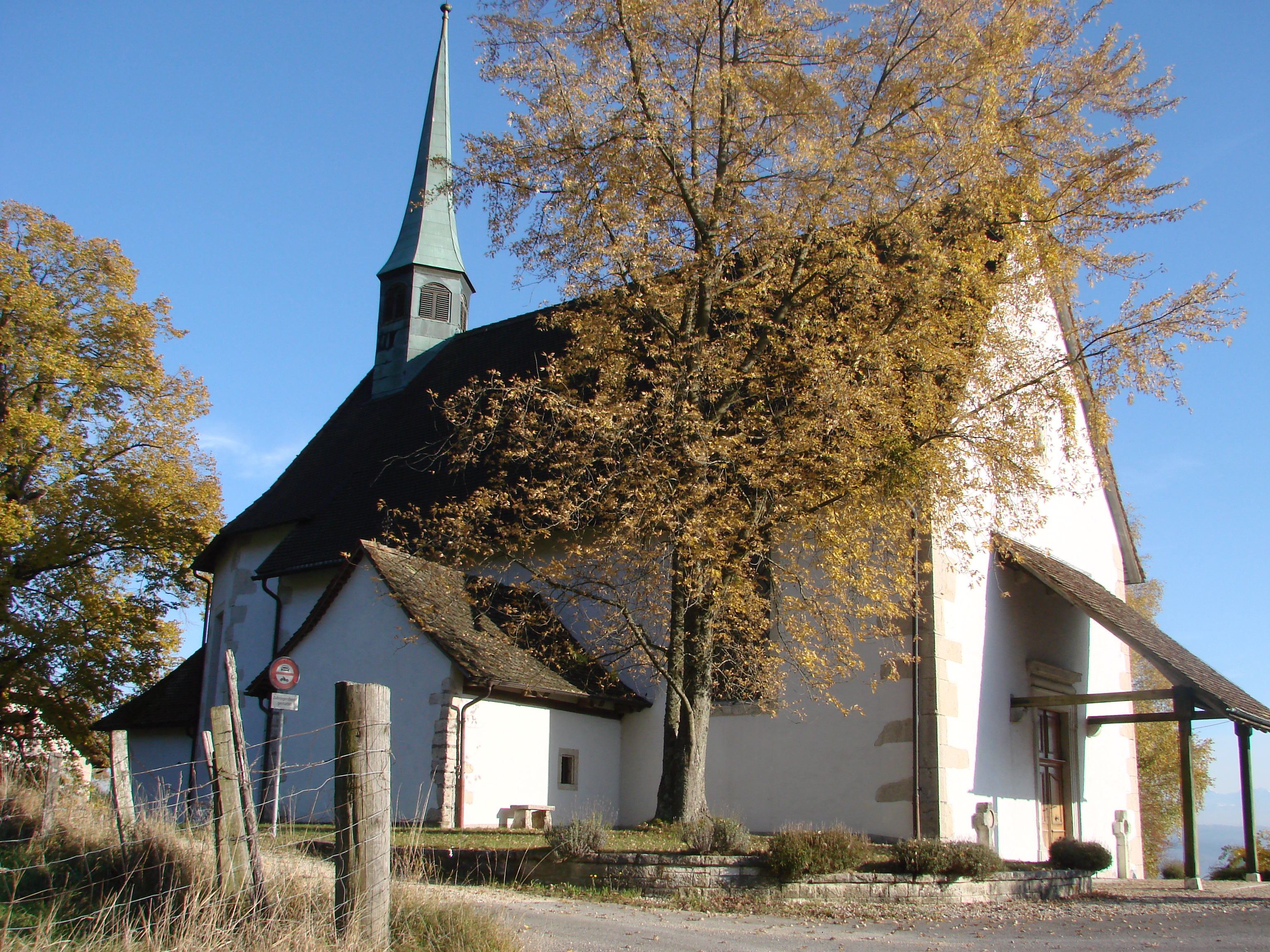
Kaple Všech svatých

Obyvatelstvo bylo až do začátku 20. století převážně římskokatolické. V důsledku silné industrializace ve druhé polovině 19. století a v první polovině 20. století a také díky příhraniční poloze s kantonem Bern, kde převládali protestanti, se v této době výrazně zvýšil podíl protestantsky reformovaných obyvatel. V 70., 80. a 90. letech 20. století se do města poprvé přistěhovali také muslimové, buddhisté a hinduisté.
Na konci roku 2022 se 26 % všech obyvatel Grenchenu hlásilo k římskokatolické církvi, 24 % k reformované církvi a 50 % se nehlásilo k žádné národní církvi (jiné křesťanské vyznání, jiné náboženství nebo bez vyznání).
V současné době má město Grenchen jednu římskokatolickou, jednu evangelickou reformovanou, jednu křesťansko-katolickou a jednu novoapoštolskou farnost a tři protestantské svobodné církve (Evangelická církev metodistická, BewegungPlus a Gemeinde für Christus). Nachází se zde také mešita a hinduistický chrám.

## Hospodářství
Grenchen je tradičním centrem hodinářského průmyslu. Ve městě sídlí mnoho hodinářských firem, jako například:
- Breitling SA
- Certina S.A.
- ETA SA Manufacture Horlogère Suisse
- Eterna SA
- Titoni AG
- Fortis Watches AG

Výrobce hodinek Nivada byl založen v roce 1879 v Grenchenu.
Ve městě se usadilo i několik dalších průmyslových podniků.
Po určitou dobu se v Grenchenu vyráběl svítiplyn. Před zavedením zemního plynu vyráběly současné městské závody vlastní plyn z uhlí a dřeva (proces zplynování uhlí).

## Doprava

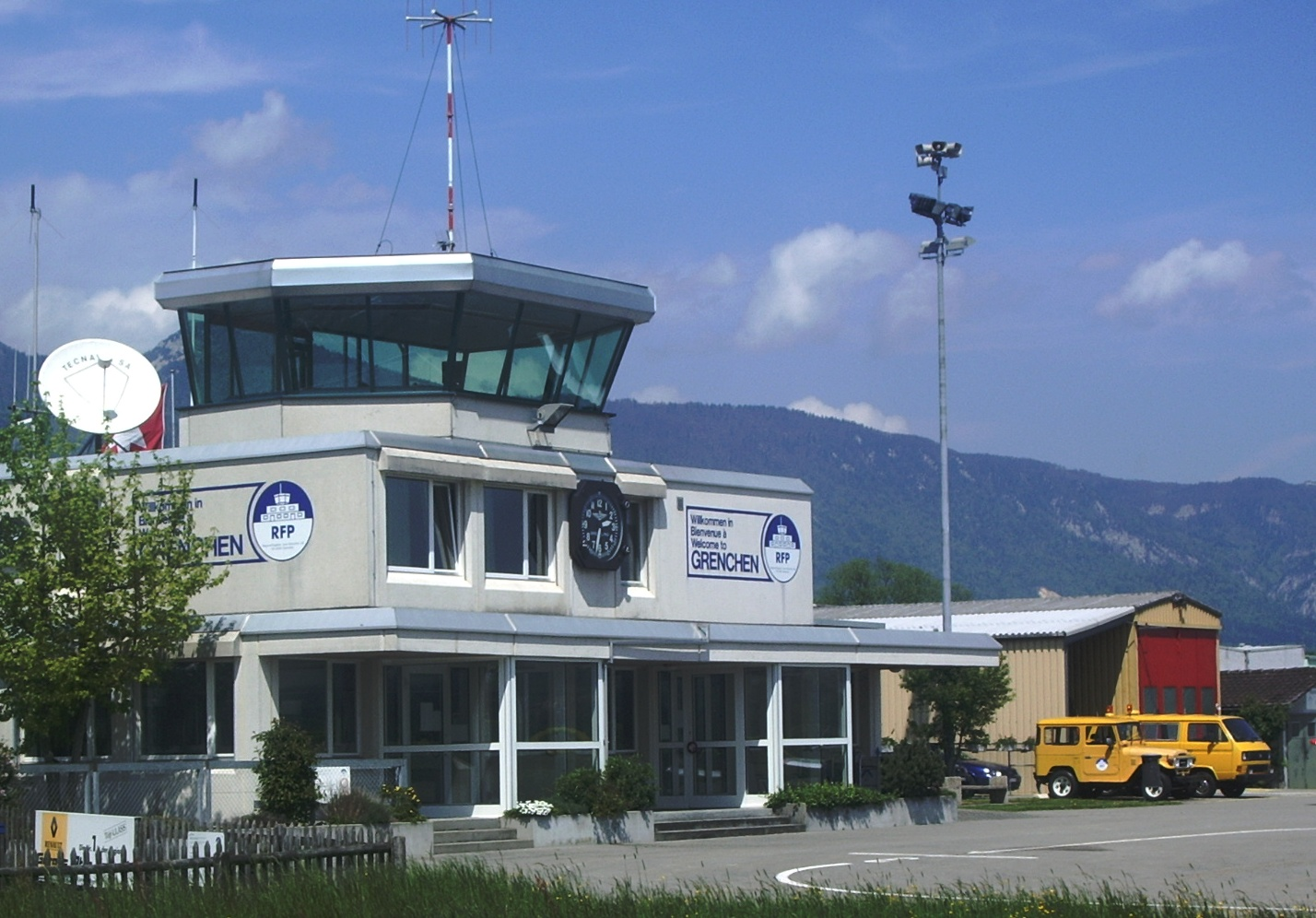
Letiště Grenchen

Město Grenchen má letiště na rovině mezi osadou a řekou Aare (kód IATA ZHI, kód ICAO LSZG). Využívají ho především soukromí piloti a parašutisté, ale také obchodní letectví a je jedním z nejvýznamnějších švýcarských center pro výcvik pilotů. Sousední radiomaják GRE na mezinárodní letecké trase není s regionálním letištěm propojen.
Dálnice A5 má v bezprostřední blízkosti letiště sjezd u Grenchenu.

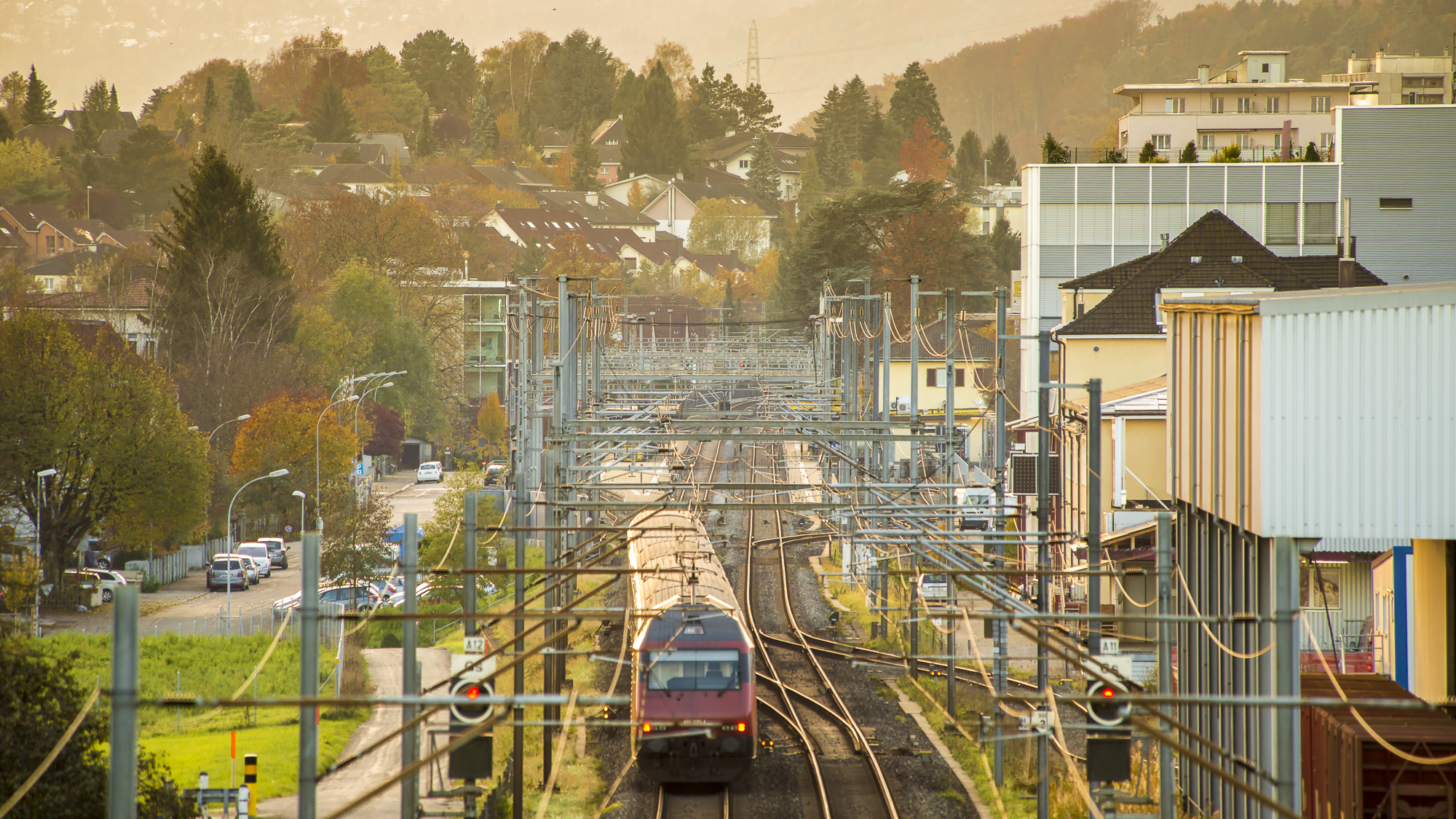
Trať u stanice Grenchen Süd

V Grenchenu se nacházejí dvě železniční stanice: Grenchen Nord je na jurské trati z Basileje do Bielu a Grenchen Süd je na trati Solothurn – Biel/Bienne. Grenchen je jedním z mála švýcarských měst, které má dvě železniční stanice, obsluhované vlaky dálkové dopravy.
V letech 1911–1915 byl vybudován 8,5 km dlouhý železniční tunel Grenchenberg. Zajišťuje spojení mezi Švýcarskou plošinou a Delémontem/Basilejí. Stavba tunelu přivedla do Grenchenu mnoho hostujících dělníků, především z Itálie, ve staveništní obci Tripoli.
Místní a regionální veřejnou dopravu zajišťuje autobusová společnost Grenchen a okolí.
Grenchen má přístaviště na řece Aaře, které obsluhují pravidelné lodě společnosti Bielersee-Schifffahrts-Gesellschaft na trase Biel–Solothurn.

## Pamětihodnosti
Ve městě se nachází divadlo, které bylo vybudováno podle projektu architekta Ernsta Gisela.

## Osobnosti
- Giovanni Ruffini (1807–1881), italský spisovatel a diplomat
- Yehudi Menuhin (1916–1999), hudebník, čestný občan Grenchenu
- Erwin Ballabio (1918–2008), švýcarský fotbalový brankář, žil a zemřel v Grenchenu